# Зарубина, Раиса Михайловна
Раиса Михайловна Зарубина — сборщица на Куйбышевском заводе имени Масленикова, Герой Социалистического Труда (8 декабря 1986).
Родилась 29 октября 1942 года в городе Бузулук Чкаловской (Оренбургской) области.
В 1960 г. окончила восьмилетнюю школу и по приглашению старшей сестры переехала в Куйбышев. До 1996 года работала сборщицей на заводе имени Масленикова (ЗиМ) в сборном цеху № 5.
В 1971 г. награждена орденом «Знак Почёта». В 1986 году Указом Президиума Верховного Совета СССР удостоена звания Героя Социалистического Труда.
С 1996 года на пенсии.
Умерла в Самаре 4 апреля 2019 года.